# Kurtziella limonitella
Kurtziella limonitella är en snäckart som först beskrevs av Dall 1884.  Kurtziella limonitella ingår i släktet Kurtziella och familjen kägelsnäckor. Inga underarter finns listade i Catalogue of Life.